# Dům U Jinanového listu (Kadaň)
Dům U Jinanového listu (čp. 133) se nalézá v Tyršově ulici (dříve Zámecká) na Starém Městě v Kadani. Tento původně gotický dům je umístěn přímo naproti bráně Kadaňského hradu. Historické prameny napovídají, že jedním z jeho majitelů mohl být dokonce hejtman a zástavní pán královského města Kadaně, významný český aristokrat, Jan Hasištejnský z Lobkovic.

## Dějiny domu a jeho majitelé
Výrazný rohový dům čp. 133 se nachází v nynější Tyršově (dříve Zámecké) ulici přímo naproti Kadaňskému hradu. V prostoru, který odděluje dům od hradu, byl v minulosti vyhlouben obranný příkop. Hlavní vchod do domu býval tedy dříve umístěn jinde než nyní, nejspíše na východní straně. Některé části domu jsou pozůstatkem původní gotické zástavby. Podle dispozice sklepů šlo nejspíše o tzv. průjezdový gotický dům, jenž patrně patřil do majetku některé z významných kadaňských měšťanských rodin. Zdi domu dosud pojímají několik původních gotických prvků. Mezi nimi fragmenty kamenného gotického portálu či pozdně gotická okna na jižní fasádě. Dům prošel několika rekonstrukcemi po velkých požárech města v letech 1362, 1421 a 1498, zcela zásadně byl však dům poničen tzv. velkým ohněm ze dne 1. října 1811, po kterém musel být zrekonstruován kompletně a byl též klasicistně přestavěn. Tehdy vzniklo v prvním podlaží lomené schodiště s odpočívadlem. Zásadní změnou pro okolí domu byla přestavba protějšího Kadaňského hradu na kasárna, která započala roku 1750. Hradební příkop byl zasypán a na jeho místě v prostoru mezi Kadaňským hradem a domem čp. 133 vzniklo malé náměstí s kašnou, které je zaneseno ještě například na plánu města Kadaně z roku 1878. Na aktualizovaném plánu z roku 1912 je však již patrné, že tato kašna byla odstraněna.
V roce 1894 obýval dům čp. 133 kadaňský listonoš Franz Häubel, později, roku 1914, je jako majitelka domu uváděna Rosa Schusterová. Nejpozději v roce 1922 se dům octl ve vlastnictví řeznického mistra Emila Wolfa (*1866), rodáka z Kadaně, a jeho ženy Antonie (*1870), rozené Wufkové, která rovněž jako její manžel pocházela z Kadaně. Manželé Wolfovi dům obývali společně se svými dcerami Marií, Emmou a Marthou. Za druhé světové války, v době, kdy byla Kadaň součástí tzv. Sudetoněmecké župy, však rodina roku 1944, snad ze strachu před přibližující se frontou, uprchla na pražské Vinohrady, odkud byla následně v roce 1945 vypovězena obnovenými československými úřady.
Roku 1950 byl dům stejně jako celá navazující strana Tyršovy ulice vyhrazen pro potřeby zestátněného masného průmyslu. K roku 1956 byly v domě evidovány tři byty s kuchyní, prádelnou a dvorem. Přibližně mezi lety 1998 až 2010 byl v domě U jinanového listu provozován veřejný dům, čili nevěstinec.

## Domovní znamení

Na nároží domu čp. 133 je od roku 1998 umístěno kované domovní znamení v podobě jinanového listu. Autorem tohoto díla je umělecký kovář Karel Meloun z Klášterce nad Ohří. Jinan dvoulaločný (Ginkgo biloba) pochází z východní Asie, kde je stromem posvátným, zejména v Číně a Japonsku vysazovaným v tamějších chrámových okrscích. První jinan přivezli do Evropy někdy okolo roku 1730 nizozemští námořníci a strom se brzy stal vyhledávanou dřevinou do zámeckých a později i městských parků. Kromě svých léčivých účinků je tento strom znám také v kultuře, jak o tom vypovídají například některá literární díla, jako báseň Ginkgo biloba z roku 1815 od Johanna Wolfganga Goetha, anebo v českém prostředí pak dobrodružný román pro mládež Stínadla se bouří z roku 1947 od Jaroslava Foglara.
Mladý jinan dvoulaločný se nachází i v Kadani, a sice na tzv. Katově plácku na hradebním parkánu v blízkosti Katovy uličky.

## Jan Hasištejnský z Lobkowicz a dům čp. 133
Od roku 1469 byl hejtmanem a zástavním pánem královského města Kadaně významný český aristokrat Jan Hasištejnský z Lobkovic (†1517), jehož rezidencí se stal Kadaňský hrad. Ten ovšem roku 1498 zachvátil požár, který si vyžádal následnou dlouhotrvající a nákladnou rekonstrukci. V této době Jan Hasištejnský z Lobkowicz obýval jeden z domů na kadaňském Starém Městě, který vlastnil. Historické prameny nepřímo nasvědčují tomu, že to mohl být právě dům čp. 133, U jinanového listu, který se nachází přímo naproti hradní bráně.
Během rekonstrukce domu v letech 1995 až 1998 bylo na fasádě domu odhaleno a zrestaurováno kamenné ostění pozdně gotického obdélníkového okna, které nasvědčuje jeho neobyčejné honosnosti.
Další indicie nasvědčující tomu, že vlastníkem domu mohl být právě tento významný šlechtic pak souvisí s nemanželským synem Jana Hasištejnského z Lobkowicz, kterého počal s jistou Annou Regensperger z Bayreuthu, a který byl pod jménem Wolfgang z Kadaně vychováván a vzděláván v humanistické družině Janova bratra Bohuslava na hradě Hasištejně u Kadaně. V letech 1505 až 1506 Bohuslav usiloval prostřednictvím svého známého právníka Bernharda Adelmanna z Adelmannsfeldu o to, aby mohl Jan svého nemanželského syna Wolfganga legitimizovat, a mohlo mu tak být umožněno studium a církevní kariéra. To se patrně podařilo a strýc Bohuslav pak Wolfganga doprovodil na univerzitu do Lipska.
Roku 1512 převedl Jan Hasištejnský z Lobkowicz na syna Wolfganga několik vinic v okolí Kadaně na Jelení hoře a Zlatém vrchu, a také vlastnictví jednoho z domů na Starém Městě v Kadani, právě v někdejší Zámecké ulici (nyní Tyršova). Nejspíše tak učinil proto, že chtěl mít syna co nejblíže svému sídlu. A vůbec nejblíže Kadaňskému hradu je právě dům čp. 133.